# Stazione di Sant'Orsola
La stazione di Sant'Orsola è una fermata ferroviaria in disuso situata nell'omonimo quartiere di Sassari, lungo la ferrovia Ozieri Chilivani-Porto Torres Marittima.

## Storia
La fermata fu realizzata ed aperta al traffico negli anni settanta dell'Ottocento, ad opera della Compagnia Reale delle Ferrovie Sarde, che nella prima metà di quel decennio aveva realizzato anche la linea ferroviaria tra Porto Torres e Chilivani, di cui fu anche la prima concessionaria. L'impianto venne inaugurato insieme al tronco tra Sassari ed il porto turritano, il 9 aprile 1872.
Passata alla gestione delle Ferrovie dello Stato nel 1920, la fermata restò in uso sino a metà anni ottanta, quando vi cessò il servizio viaggiatori. Da allora permane attiva come località di servizio.

## Strutture e impianti

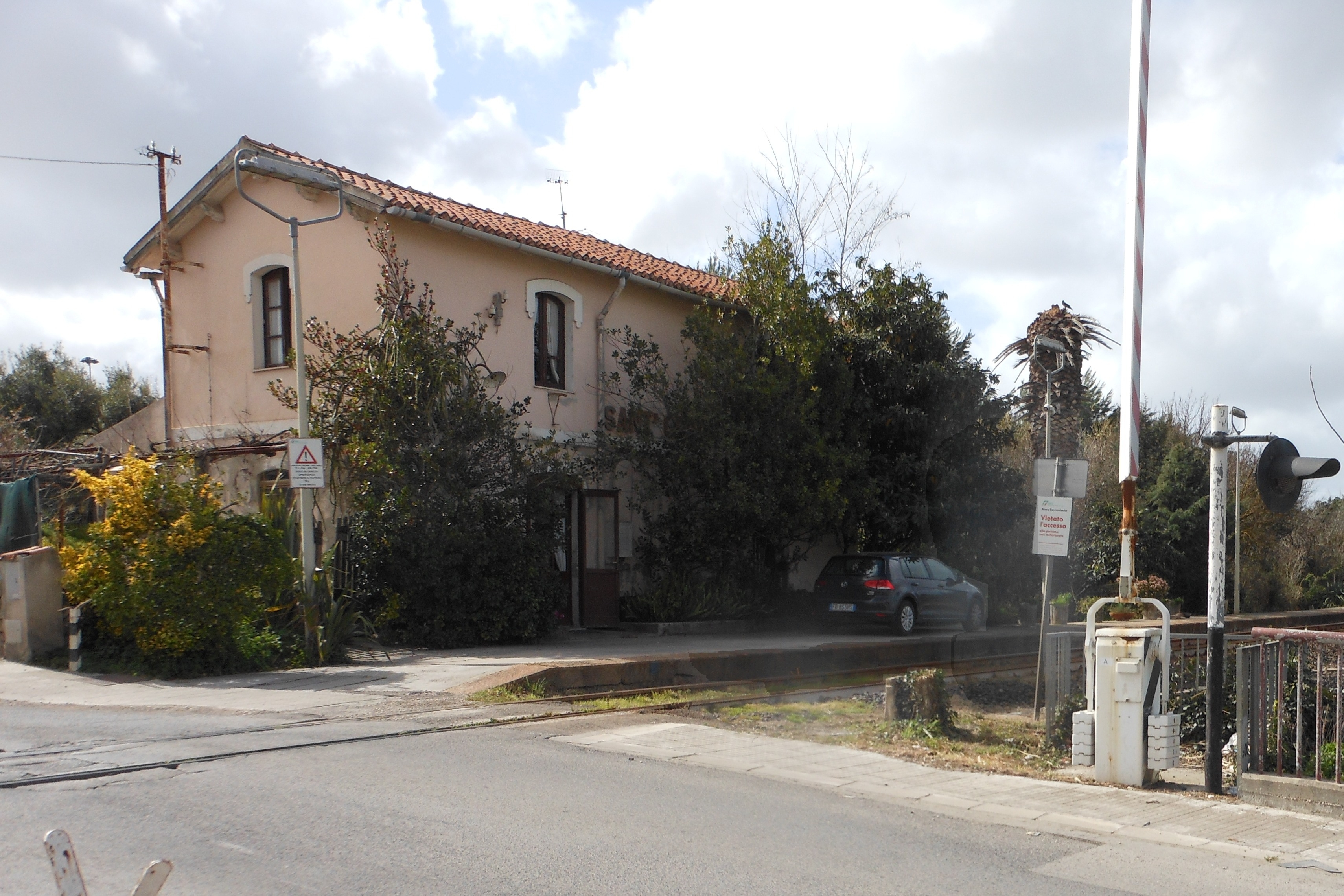
L'ex fabbricato viaggiatori

La fermata di Sant'Orsola dal punto di vista infrastrutturale è dotata del solo binario di corsa, a scartamento da 1435 mm. L'impianto era inoltre dotato di un fabbricato viaggiatori, a due piani con tetto a falde, riconvertito ad abitazione privata.

## Movimento
Lo scalo è disabilitato al servizio viaggiatori dagli anni ottanta, in precedenza vi effettuavano fermata i treni regionali delle Ferrovie dello Stato.

## Servizi
La fermata è dotata di una banchina attigua all'ex fabbricato viaggiatori.